# Intercomunalitats del Finisterre
El departament del Finisterre compta amb 1 comunitat urbana, 3 comunitats d'aglomeració i 22 comunitats de municipis. Hi ha dues comunes (Ouessant i Île-de-Sein) que no forman part de cap Establiment públic de cooperació intercomunal (EPCI).

## País de Brest
Al nord-oest, el País de Brest (Bro Brest) compta amb 89 comunes en 1.690 km² i 384 617 habitants (2006), el 43,1% de la població del departament. Compta amb les intercomunalitats següents : 
1. comunitat urbana de Brest Métropole Océane
2. Comunitat de municipis del Pays de Lesneven i de la côte des Légendes
3. Comunitat de municipis del Pays d'Iroise
4. Comunitat de municipis del País de Landerneau-Daoulas
5. Comunitat de municipis de Plabennec i dels Abers
6. Comunitat de municipis de la Península de Crozon
7. Comunitat de municipis de l'Aulne Marítim

## País delCentre Oest Bretanya
a l'oest, el País del Centre Oest Bretanya (Bro Kornôg Kreiz-Breizh) compta amb 108 comunes (d'elles 37 al Finisterre) sobre 3.143,28 km² (1.140,05 km² al Finisterre) i 102 763 habitants (2006) (d'ells 43.445 al Finisterre), el 4,9% de la població del departament. Compta amb les intercomunalitats següents : 
1. Comunitat de municipis dels Monts d'Arrée
2. Comunitat de municipis d'Alta Cornualla
3. Comunitat de municipis de la Regió de Pleyben
4. Comunitat de municipis del Poher
5. Comunitat de municipis del Yeun Elez

## País de Cornualla
al sud, el País de Cornouaille compte amb 93 comunes en 2.475,14 km² i 326.730 habitants (2006), el 37% de la població del departament. Compta amb les intercomunalitats següents : 
1. comunitat d'aglomeració Quimper comunitat
2. Aglomeració Concarneau Cornouaille
3. Comunitat de municipis del Cap-Sizun
4. Comunitat de municipis de l'Alt País Bigouden
5. Comunitat de municipis del País Bigouden Sud
6. Comunitat de municipis del País de Châteaulin i del Porzay
7. Comunitat de municipis del País de Douarnenez
8. Comunitat de municipis del País Fouesnantais
9. Comunitat de municipis del País Glazik
10. Comunitat de municipis del País de Quimperlé

## País de Morlaix
al nord, el País de Morlaix compta amb 61 comunes en 1.330,12 km² i 128.782 habitants (2006), el 14,6% de la població del departament. Compta amb les intercomunalitats següents : 
1. Morlaix Comunitat
2. Comunitat de municipis de la Baie du Kernic
3. Comunitat de municipis del País de Landivisiau
4. Comunitat de municipis del País Léonard

## Comunes sense intercomunalitats
1. Ouessant
2. Île-de-Sein